# Varvinkari
Varvinkari är en ö i Finland. Den ligger i vattendraget Kuivajoki och i kommunen Ijo i den ekonomiska regionen  Oulunkaari  och landskapet Norra Österbotten, i den centrala delen av landet, 600 km norr om huvudstaden Helsingfors. Öns area är 1,3 hektar och dess största längd är 270 meter i nord-sydlig riktning.